# Cerkiew św. Anny w Boratyńcu Ruskim
Cerkiew pod wezwaniem św. Anny – prawosławna cerkiew parafialna w Boratyńcu Ruskim. Należy do dekanatu Siemiatycze diecezji warszawsko-bielskiej Polskiego Autokefalicznego Kościoła Prawosławnego.

## Historia
Cerkiew została wzniesiona w latach 1994–1999, poświęcona przez metropolitę Sawę 22 października 2006. Pierwszym proboszczem został ks. prot. mgr Andrzej Opolski.

## Architektura
Budowla murowana, z białej cegły. Od frontu, nad przedsionkiem wieża-dzwonnica. Część nawowa na planie koła. Prezbiterium również na planie koła, mniejsze od części nawowej. Cerkiew posiada trzy kopuły – zwieńczające wieżę, część nawową i prezbiterium. Wnętrze ozdobione polichromią autorstwa Jarosława Wiszenki z Mielnika. W świątyni znajduje się współczesny ikonostas (wykonany w 1999).

## Galeria

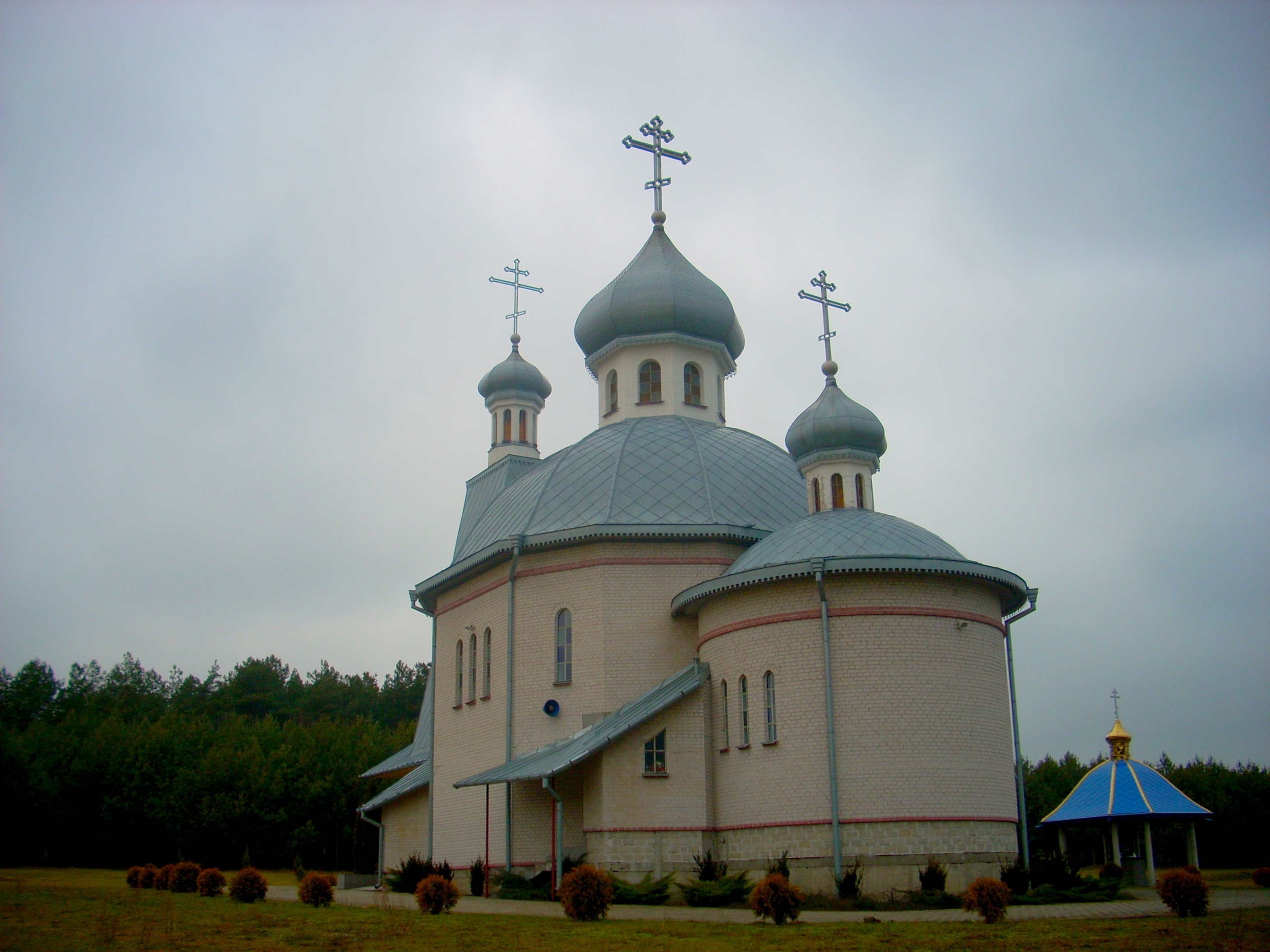
Cerkiew od strony prezbiterium
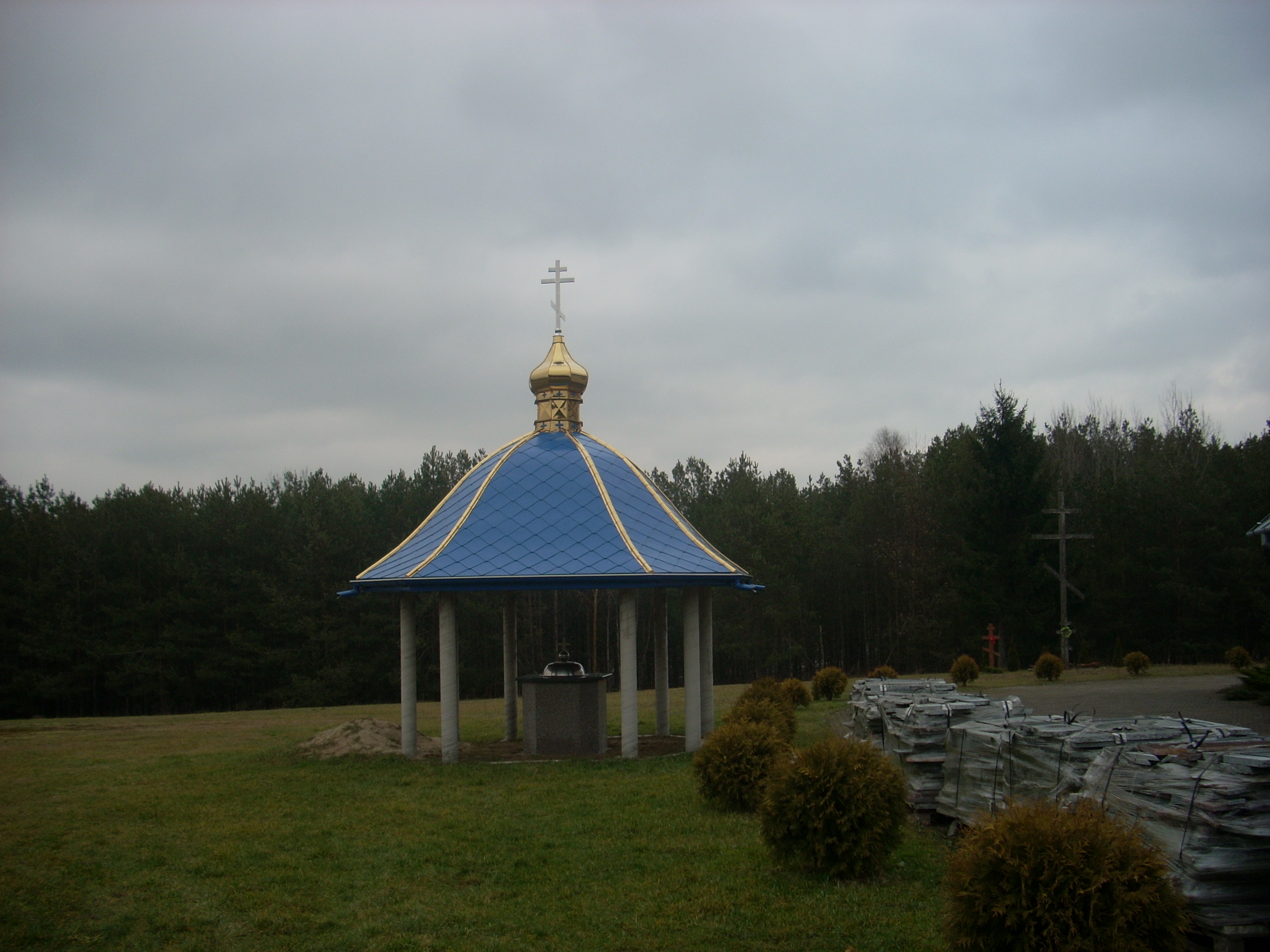
Źródełko przy cerkwi